# Alfred Kranzfelder
Alfred Kranzfelder (Kempten im Allgäu, 10 février 1908 – prison de Plötzensee, 10 août 1944) était un officier de marine allemand, membre de la résistance allemande au nazisme.
Il rejoint la Reichsmarine en 1927 et est promu Leutnant zur See en 1933. En 1937, membre de la Kriegsmarine, il sert sur le navire de guerre Admiral Scheer. En raison de problèmes de santé, il est transféré à Berlin en février 1940 où il travaille comme officier de liaison auprès du ministère des Affaires étrangères.
Il y rencontre son collègue Berthold von Stauffenberg en 1943 et s'implique dans le mouvement de résistance. Il n'est associé que de loin au complot du 20 juillet 1944 mais il est sollicité pour trouver des résistants potentiels au sein de la Kriegsmarine.
Il est arrêté le 24 juillet 1944 peu après Berthold von Stauffenburg. Traduit le 10 août 1944 devant le Volksgerichtshof, il est condamné à mort et exécuté par pendaison le jour même à la prison de Plötzensee.